# جولیا پیرسون

جولیا پیرسون (به انگلیسی: Julia Pierson) رئیس سابق سرویس مخفی ایالات متحده آمریکا بود. او که در ۲۷ مارس ۲۰۱۳ از سوی باراک اوباما به این سمت منصوب شد، نخستین زنی است که تصدی این پست را به دست گرفته‌است. پیش از جولیا پیرسون، مارک سالیوان رئیس این سازمان بود. جولیا پیرسون در اول اکتبر ۲۰۱۴ استعفانامه‌اش را تسلیم وزیر امنیت داخلی آمریکا کرد. دلیل این استعفای وی ضعف‌های امنیتی در زمان تصدی وی بر سرویس مخفی اعلام شد. جوزف کلنسی یک مأمور ویژه که پیش از این مسئول بخش حفاظت از ریاست جمهوری بود، به عنوان جانشین خانم پیرسون منصوب شد.

## ضعف‌های امنیتی سرویس مخفی در زمان تصدی پیرسون

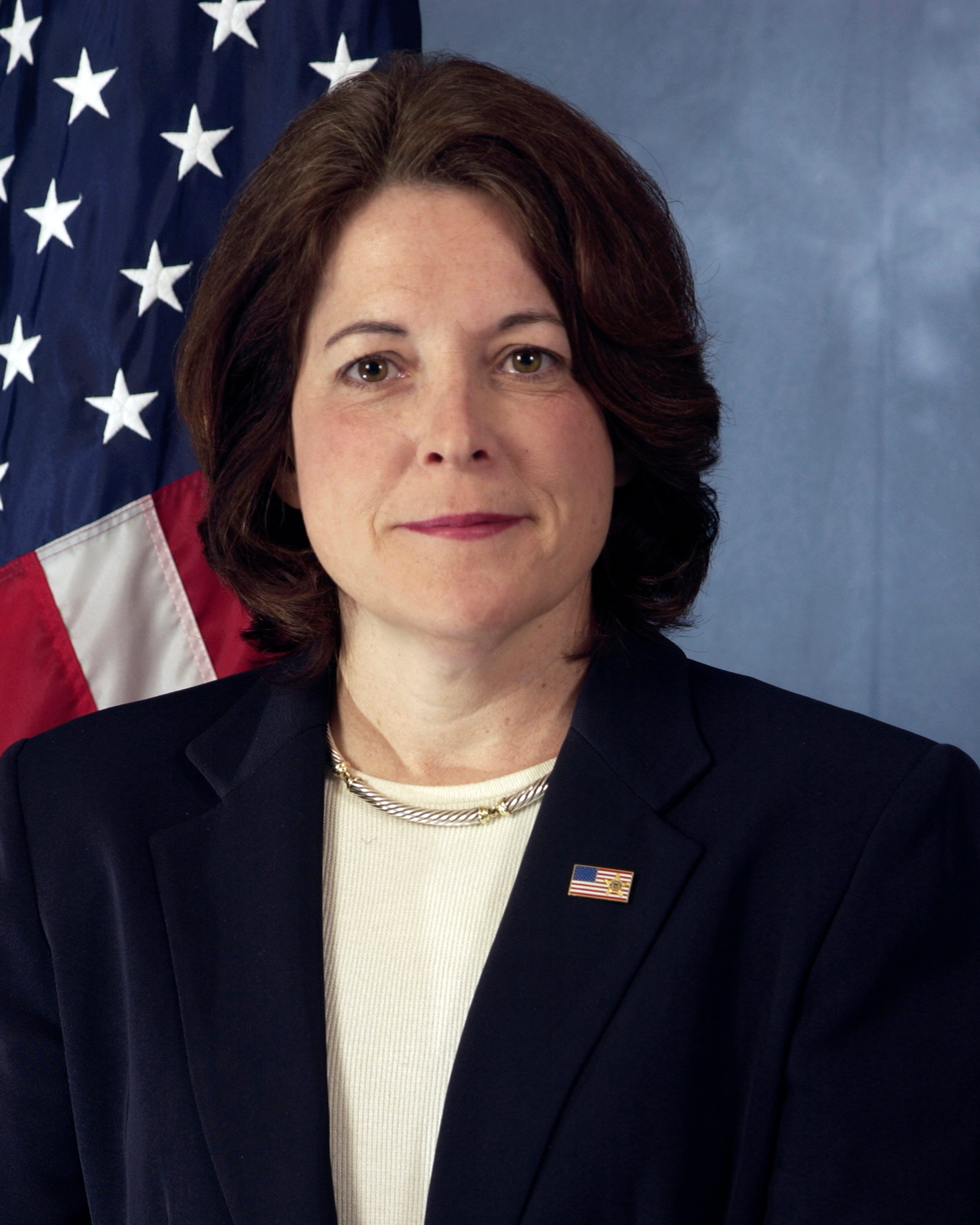

- نوامبر ۲۰۰۹: زوجی بدون دعوتنامه با گذشتن از ایست بازرسی پلیس مخفی وارد سالن تشریفات مراسم شامی با حضور نخست‌وزیر هند و رئیس‌جمهور آمریکا شدند.
- نوامبر ۲۰۱۱: مردی اتومبیلش را مستقیماً روبروی کاخ سفید پارک می‌کند و به سوی کاخ سفید شلیک می‌کند، به طوری که جای حداقل هفت گلوله روی ساختمان می‌ماند. مأموران تا چهار روز اصلاً متوجه نمی‌شوند ساختمان کاخ سفید در اثر شلیک آسیب دیده تا اینکه یک نظافت چی آن را کشف می‌کند.
- آوریل ۲۰۱۲: یازده کارمند پلیس مخفی که برای بازدید رئیس‌جمهور از اجلاس سران آمریکا در کلمبیا آماده می‌شدند در حادثه ای که باعث رسوایی شد روسپی‌ها را با خود به هتل محل اقامتشان می‌برند.
- نوامبر ۲۰۱۳: یک مقام ناظر ارشد در تیم محافظ رئیس‌جمهور پس از درخواست برای ورود به اتاق یک زن در هتل هی آدامز که مشرف به کاخ سفید است با خدمه هتل درگیر می‌شود. او اتاق هتل را درحالی ترک می‌کند که یک گلوله از خشابش را در آن جا گذاشته بود.
- مارس ۲۰۱۴: سه مأمور تیم ویژه ضدتعرض از هلند، محل بازدید رئیس‌جمهور، بازگردانده می‌شود. یکی از آنها مست در راهروی هتل افتاده بود.
- سپتامبر ۲۰۱۴: یک مقاطعه کار مسلح امنیتی با سابقه جرم در پرونده اش اجازه یافت در ساختمانی در آتلانتا با رئیس‌جمهور باراک اوباما در یک آسانسور بالا برود. این حادثه خلاف پروتکل امنیتی رئیس‌جمهور آمریکاست که می‌گوید فقط اعضای پلیس مخفی می‌توانند در حضور او سلاح حمل کنند.
- سپتامبر ۲۰۱۴: عمر گونزالس سرباز سابق جنگ آمریکا و عراق از نرده‌های کاخ سفید بالا می‌رود، از چشم ۱۹ مأمور در محوطه بیرونی پنهان می‌ماند و وارد ساختمان کاخ سفید می‌شود. در اصلی کاخ سفید نه فقط قفل نبود بلکه زنگ خطر آن هم خاموش بود. او چاقو حمل می‌کرد و بالاخره در داخل ساختمان مهار شد. در زمان آن حادثه آقای اوباما و خانواده اش خانه نبودند. آنها ده دقیقه پیشتر با بالگرد کاخ سفید را ترک کردند.